# Asbolia
Asbolia is een geslacht van vlinders van de familie slakrupsvlinders (Limacodidae).

## Soorten
- A. micans Möschler, 1872
- A. sericea Möschler, 1877